# Constant Michel Kooij
Constant Michel Kooij (Rotterdam, 1854- Den Haag, 22 december 1920) was een Nederlands ambtenaar, luitenant-ter-zee der 2e klasse en burgemeester van Texel en Hengelo. 
Op 15 april 1878 kwam Kooij met het stoomschip Prins Alexander aan op Batavia. Hij was tot 1882 werkzaam in Nederlands-Indië in diverse ambtelijke functies binne de kolonie. Tot 1887 werkte Kooij vervolgens als inspecteur bij de Maatschappij tot Exploitatie van Staatsspoorwegen in Utrecht. 
Tussen 1889 en 1891 was Kooij kort burgemeester van Texel alvorens hij tot burgemeester van Hengelo werd benoemd.